# Bev Perdue
Beverly Eaves "Bev" Perdue (Grundy, Virgínia, 14 de janeiro de 1947) é uma política estadunidense, governadora do estado da Carolina do Norte entre 2009 e 2013, sendo a primeira mulher a exercer este cargo. Antes disso, entre 2001 e 2009, foi vice-governadora.
Em 26 de janeiro de 2012, Perdue anunciou que não iria concorrer a reeleição naquele ano.

## Vida pessoal
Nasceu em Grundy, tendo seu pai sido um mineiro de carvão. É bacharel em Administração e Educação pela Universidade de Kentucky.

## Vida política
Filiada ao Partido Democrata, serviu à Câmara dos Representantes por 4 anos, de 1987 a 1991. Foi Senadora pela Carolina do Norte de 1991 a 2001. Em 2000, venceu o republicano Betsy Cochrane, tornando-se a primeira mulher vice-governadora da Carolina do Norte, sendo reeleita em 2004.
Foi eleita governadora nas Eleições de 2008 com 2.146.083 votos (50,27%), derrotando o republicano Pat Mccrory, que obteve 2.001.114 votos (46,88%).